# Ayenia
Ayenia es un género de arbustos con unas 50 especies, perteneciente a la familia Sterculiaceae. Algunos botánicos la clasifican en Malvaceae, subfamilia Byttnerioideae, tribu Byttnerieae. Es nativo de América.

## Descripción
Son arbustos o subarbustos erectos o semierectos, inermes; plantas hermafroditas. Hojas simples, aserradas, con tricomas estrellados y simples. Cimas abreviadas, axilares, flores actinomorfas, 3 mm de largo; sépalos 5, connados en la base; pétalos 5, rojizos, uña linear en los dos tercios basales, el tercio apical (capucha) romboidal, triangular o bilobado, con el ápice adosado al tubo estaminal, lámina ausente o reducida, claviforme, sobre el dorso de la capucha; androginóforo desarrollado o ausente; tubo estaminal urceolado, estambres 5, anteras 3-tecas; estaminodios 5, alternipétalos; carpelos 5, estilo simple, estigma capitado. Cápsula 5-coca, dehiscente, con tricomas estrellados y aculéolos pequeños no punzantes; semillas 5.

## Taxonomía
El género fue descrito por John Lindley  y publicado en Kongliga Svenska Vetenskaps Akademiens Handlingar 17: 23-25, en el año 1756. (Jan-Mar 1756) La especie tipo es Ayenia pusilla L. aceptada en Systema Naturae, Editio Decima  2: 1247, en el año 1759.
Etimología
Ayenia: nombre genérico que fue otorgado en honor de Louis de Noailles (1713-1793), duque de Ayen. 

## Especies seleccionadas
| - Ayenia acuminata - Ayenia aliculata - Ayenia angustifolia - Ayenia aprica - Ayenia ardua - Ayenia blanchetiana - Ayenia boliviana - Ayenia cajalbanensis - Ayenia compacta - Ayenia cordobensis - Ayenia cuatrecasae - Ayenia dentata - Ayenia erecta - Ayenia euphrasifolia | - Ayenia fasiculata - Ayenia filiformis - Ayenia fruticosa - Ayenia glabra - Ayenia glabrescens - Ayenia hirta - Ayenia insulicola - Ayenia jaliscana - Ayenia latifolia - Ayenia limitaris - Ayenia mansfeldiana - Ayenia manzanilloana - Ayenia micrantha | - Ayenia microphylla - Ayenia mollis - Ayenia noblickii - Ayenia palmeri - Ayenia pilosa - Ayenia purpusii - Ayenia pusilla - Ayenia schumanniana - Ayenia simulatrix - Ayenia tomentosa - Ayenia truncata - Ayenia velutina - Ayenia violacea |